# Paraphidippus nitens
Paraphidippus nitens är en spindelart som först beskrevs av Koch C.L. 1846.  Paraphidippus nitens ingår i släktet Paraphidippus och familjen hoppspindlar. Inga underarter finns listade i Catalogue of Life.